# Rociu
Rociu est une commune roumaine située dans le județ d'Argeș.